# 疯狂赛车 (1983年游戏)
《疯狂赛车》是一款由Irem公司于1983年制作和出品的游戏。游戏首先于街机发行。
玩家是一名赛车手，控制着一辆摩托车。玩家需要躲避赛道中可能撞向自己的汽车。